# Boulay-les-Barres

Boulay-les-Barres este o comună în departamentul Loiret din centrul Franței. În 1 ianuarie 2022 avea o populație de 1.061 de locuitori.